# Triphylien

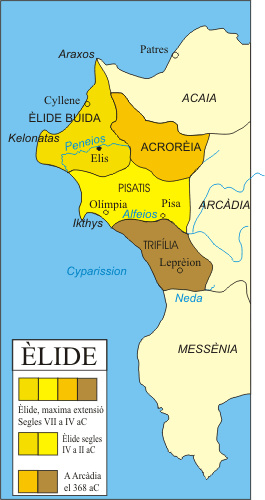
Triphylien

Triphylien (altgriechisch Τριφυλία Triphylia ‚Land der drei Stämme‘) ist der Name einer antiken Landschaft an der Westküste der griechischen Halbinsel Peloponnes. Polybios zufolge ist der Name abgeleitet von Triphylos, einem Sohn des Arkas.
Triphylien grenzte im Norden an Elis, im Osten bildete das Lykaion-Gebirge die Grenze zu Arkadien, im Süden reichte Triphylien bis zum Aulon-Tal, wo es an Messenien grenzte. Im Westen öffnete sich die Landschaft zum Golf von Kyparissia.
Wichtigste Gemeinden Triphyliens waren Samikon, Lepreon, Hypana, Typanai, Pyrgos, Aipion, Bolax, Stylangion und Phrixa.
Die Gegend war häufig zwischen den mächtigeren Nachbarn umstritten. Im 3. Jahrhundert v. Chr. befand sich Triphylien im Besitz der Eleaten, die mit dem Aitolischen Bund verbündet waren. Im Verlauf des sogenannten Bundesgenossenkrieges rückten deren Gegner, der Achaiische Bund und die Makedonen unter Philipp V. auf der Peloponnes vor und eroberten eine Reihe eleatischer Stützpunkte. Triphylien gelangte dabei unter die direkte Herrschaft Makedoniens, das damit eine Art Exklave gewann und bis zum Eingreifen der Römer halten konnte, die Triphylien nach dem Sieg über Philipp an den Achaiischen Bund weiterreichten und später in ihre Provinz Achaia eingliederten.
Der neugriechische Name Trifylia wurde seit der Gründung des modernen Griechenland für verschiedene Gebietskörperschaften verwendet. So existierte von 1899 bis 1909 eine Präfektur Trifylia, die den Süden der heutigen Elis (Provinz Olymbiada) und den Norden der messenischen Westküste (Provinz Trifylia) umfasste. Die Provinz Trifylia existierte dann in der Präfektur Messenien bis 1997 weiter; seit 2011 bildet das Gebiet mit einigen kleinen Änderungen die Gemeinde Trifylia.
Heute gehört die ursprüngliche antike Landschaft zum Regionalbezirk Elis der Region Westgriechenland.